# 橘ミノル・双葉みどり
橘ミノル・双葉みどり（たちばな-・ふたば-）は、戦後の夫婦の漫才コンビ。

## メンバー
- 橘 ミノル（たちばなみのる 1914年 - 1968年9月18日、本名:西村欣也（虎雄））

東京都浅草仁丹塔の生まれ、父は端席・人形町鈴本（末広とは別にあった。3代目三遊亭金馬が著書「浮世断語」で独演会をしたと語っている）の寄席の席亭であった。趣味はタップと易学研究で晩年は心機一転「立花ミノル」と名乗っていたこともある。禿頭であったが端正な顔立ちが特徴。
- 双葉 みどり（ふたばみどり 1921年 - 没年不詳、本名:西村マツヨ）

岩手県一関の生まれ、東北一美人といわれていた。1947年に京都留置所員慰安会で初舞台。ミノル没後長らく過ごした東京で余生を過ごした。趣味は手芸。端役ながら戦後映画にも出演。

## 概要
ミノルは幼少から芝居や芸事にはまり、幼くして歌舞伎役者の6代目尾上菊五郎の設立した日本俳優学校に入り尾上浪之助を名乗る。6代目菊五郎からは「松緑」か「浪之助」といわれるほど可愛がられた。「仮名手本忠臣蔵」の「大序」での並び大名に出演した際に先輩の俳優の袴を踏んで転倒させたと濡れ衣を着せられ、ミノルは何一つ文句言わず6代目菊五郎から離れる。その後は4代目中村鶴蔵の設立した前進座に入り中村浪之助を名乗り再出発。そこもうまくいかず辞める。
兵役を終えて、1934年に漫才に転向。次々コンビを変えたが、1940年に双葉みどりと結婚。相方を失い困っていたミノルが1947年に双葉みどりと1年だけという条件でコンビを組む。戦前戦中戦後と長らく燻っていたのを秋田實に拾われ、MZ研究会に入りミヤコ蝶々・南都雄二、夢路いとし・喜味こいし、ミスワカサ・島ひろし、秋田Aスケ・Bスケ等とともに活動したが、売れることがなかったが淡々と舞台をこなす
。1967年頃からミノルが病気がちになり舞台の数も減り、1968年に夭折しみどりは引退し東京へ帰った。
歌舞伎出身だけあって歌舞伎のネタを取り入れたネタをやった。